# 澳洲皇家海軍
澳洲皇家海軍（英語：Royal Australian Navy）通稱澳洲海軍（英語：Australian Navy），是澳洲國防軍的海軍部隊。目前澳大利亚皇家海军已擁有11艘军舰、3艘非战斗船只、15,285名现役军人，是南太平洋地区最强大的海军力量。

## 历史
在1901年之前，英国在澳大利亚的各个殖民地就有自己的海军。1901年1月1日，英国在澳大利亚的几个的殖民地组成了一个隶属于英国的澳洲聯邦，1901年5月1日，澳大利亚成立了联邦海上武装，随后加入澳大利亚联邦的各个殖民地的海军被整合入澳大利亚联邦海上武装。1911年7月10日，澳洲君主佐治五世将联邦海上武装更名为“澳大利亚皇家海军”。初期的澳大利亚皇家海军比较弱小，直至第二次世界大战爆发英國皇家海軍仍然在太平洋地區提供防衛需要。
在一战中，澳大利亚皇家海军参与了在亚洲对德意志帝国东亚分舰队作战任务和在黑海对奥斯曼帝国的攻击任务。
在二战中，澳大利亚皇家海军参与在太平洋战场对日本海军的战斗任务。随着英国皇家海军在太平洋及印度洋的失利，澳大利亚皇家海军开始增加独立作战和与美国海军协同作战，并迅速扩张。在二战期间，澳大利亚皇家海军曾是世界第四大海军，拥有39,650名人员和337艘战斗船舰。
二战后，澳洲皇家海軍随着停战规模虽然缩小，但仍继续购置大型船舰，包括引進了多艘航空母艦。澳大利亚皇家海军的最后一艘航空母艦在1986年退役。

## 編制
澳洲皇家海軍司令部（NHQ；設於坎培拉）指揮官為中將海軍參謀長，副指揮官為少將海軍副參謀長，
下轄3個部隊:
- 澳洲潛水艇局(Australian Submarine Agency)，負責澳洲核動力潛艦採購計畫的聯邦法定機構，成立於2023年，其指揮官擁有中將軍銜。
- 艦隊司令部（Fleet Command），其指揮官擁有少將軍銜。
- 海事營運總監（Director-General Maritime Operations），其指揮官為少將軍銜。

另外，司令部下轄7大作戰單位，2013年整編為4大作戰單位：
- 水面作戰部隊
- 海軍航空兵
- 潛艦部隊
- 海上支援 、掃雷 、巡邏 、水文，氣象和海洋測量部隊

## 船艦
目前澳洲皇家海軍有官士兵15,285名，佈署4種主要軍艦共11艘，其中驱逐舰3艘、巡防舰8艘、兩棲攻擊舰2艘、潜艇6艘。

### 兩棲攻擊艦

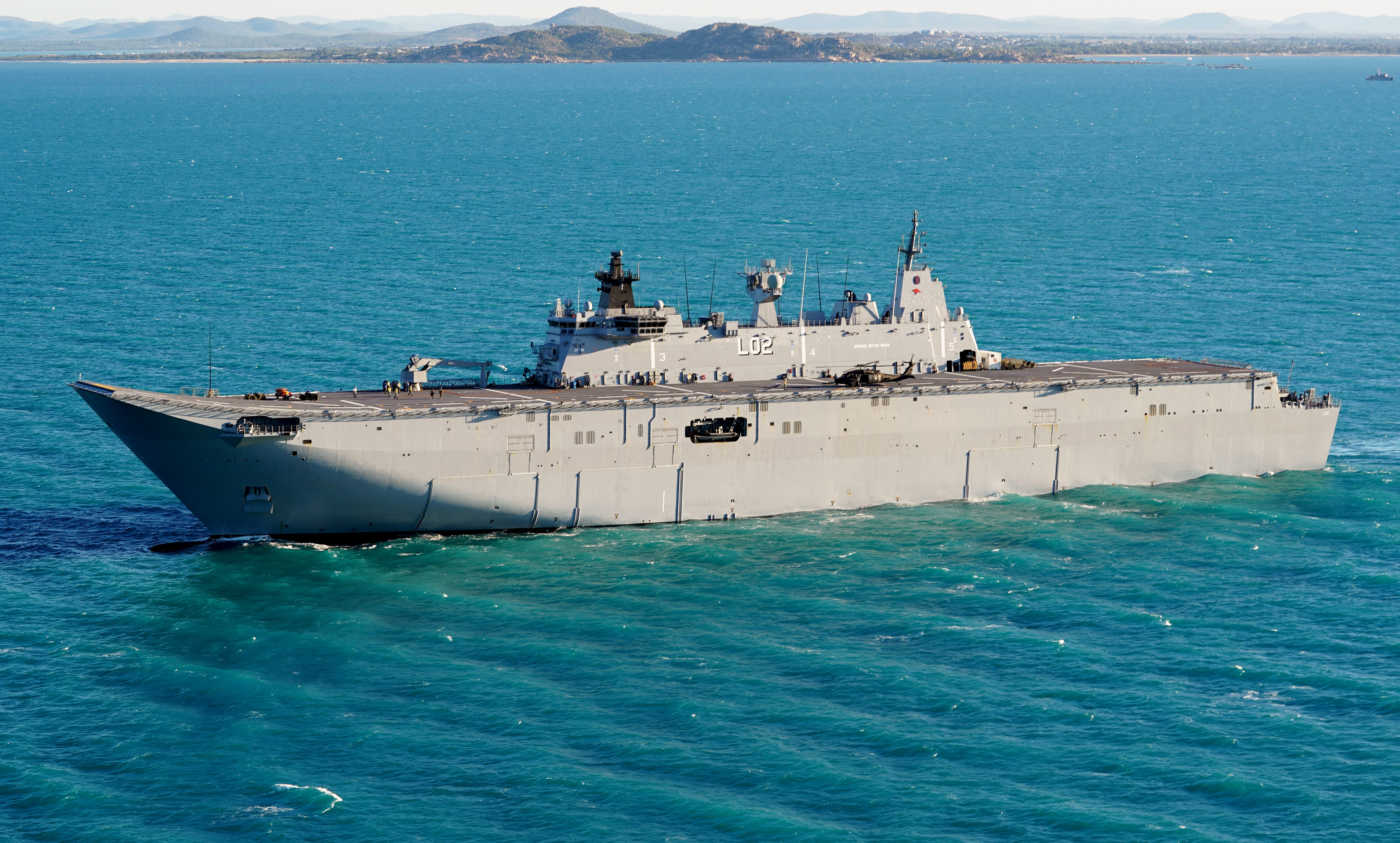
堪培拉级两棲攻击舰

- 堪培拉级两棲攻击舰，原型为西班牙的胡安·卡洛斯一世级，共2艘服役
  - 堪培拉號两棲攻击舰（英语：HMAS_Canberra (L02)）
  - 阿德萊德號两棲攻击舰（英语：HMAS_Adelaide (L01)）
- 海湾级船坞登陆舰（英语：Bay-class landing ship），共1艘服役
  - 乔勒斯号船坞登陆舰（英语：HMAS Choules），原为英国海军的拉格斯湾号

### 驅逐艦

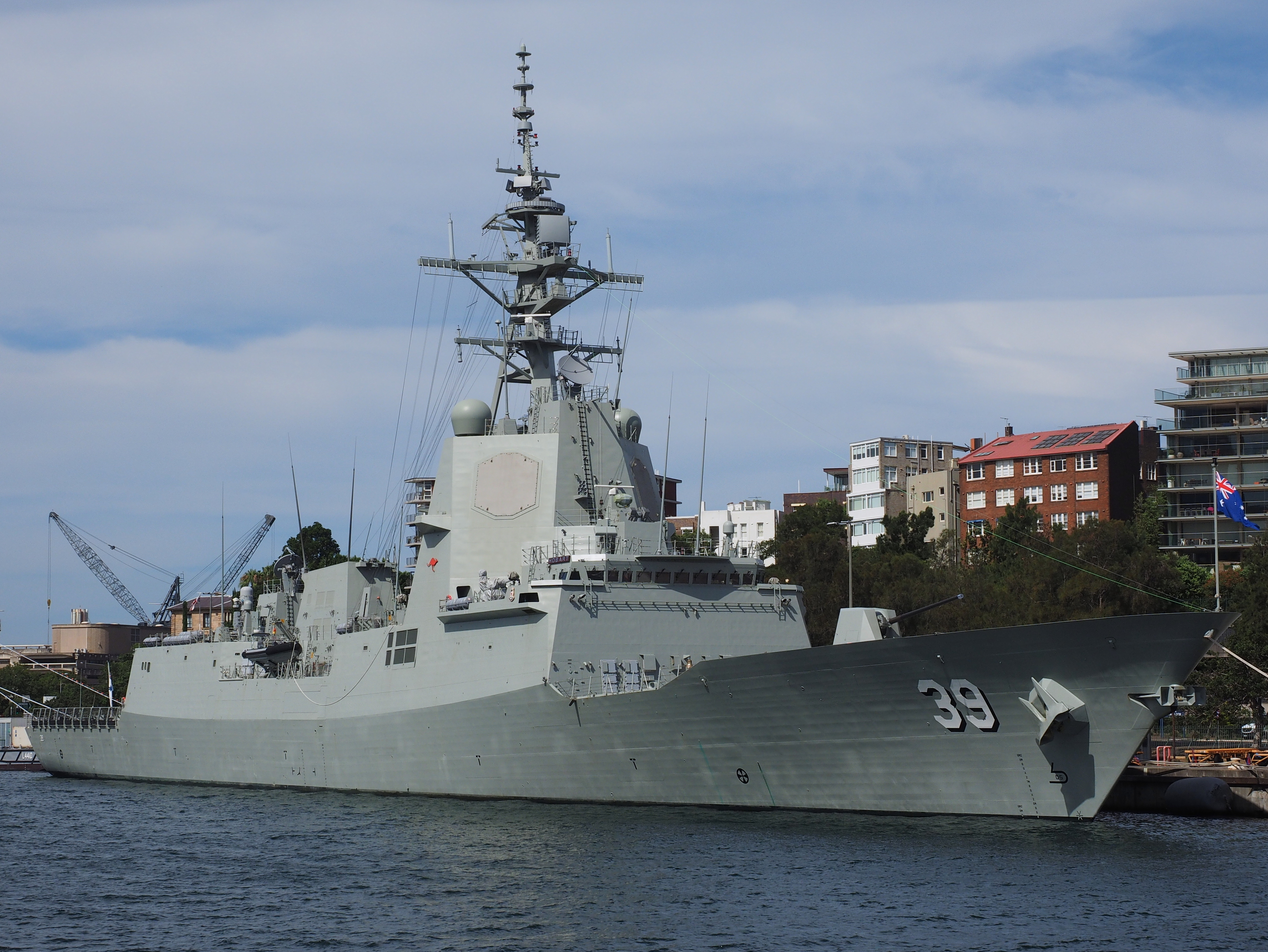
霍巴特级驱逐舰

- 霍巴特级驱逐舰，原型为西班牙的阿尔瓦罗·巴赞级，共3艘服役

### 巡防艦

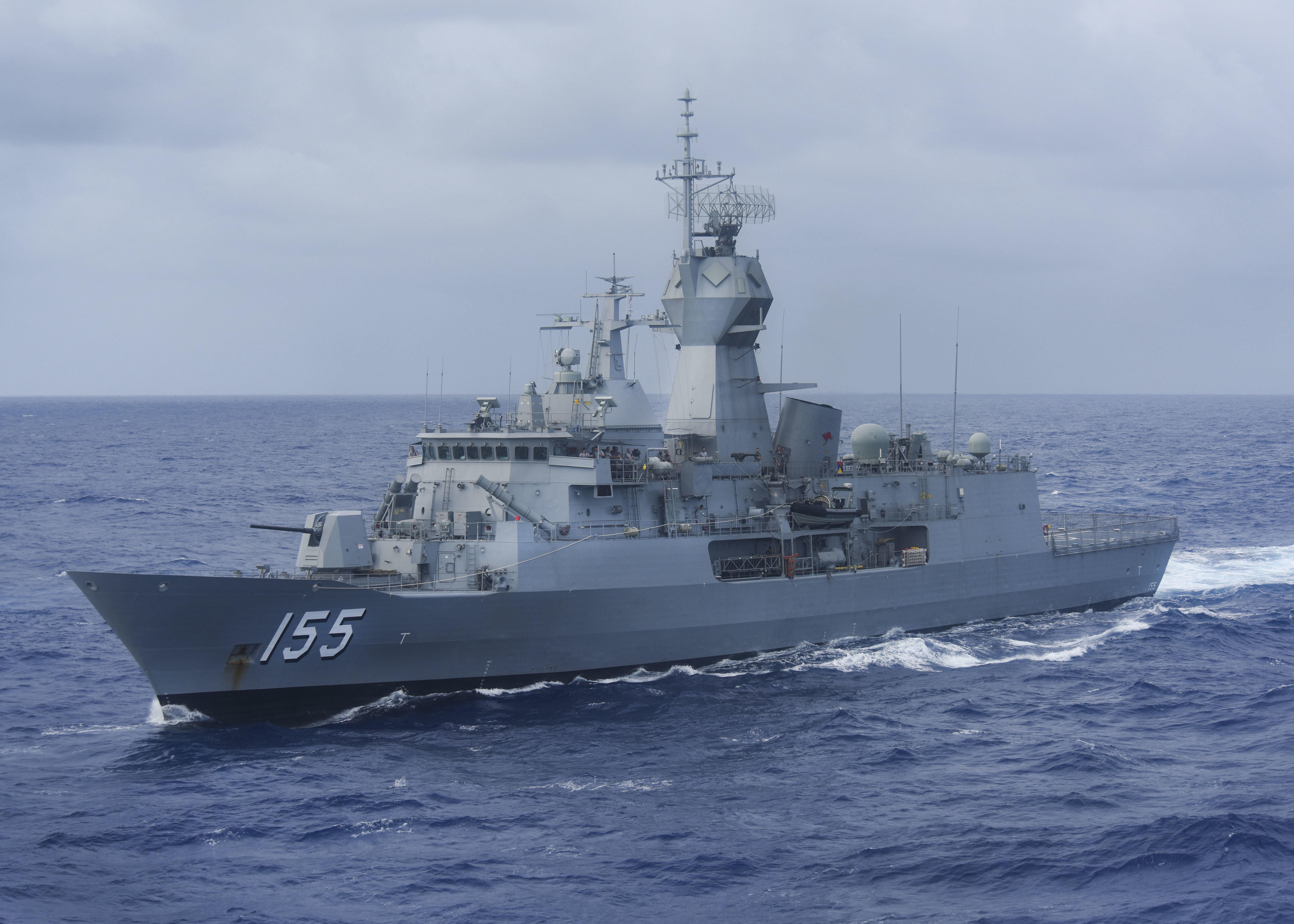
安扎克級巡防艦

- 安扎克級巡防艦，原型为德国的MEKO 200型，共7艘服役、1艘退役。

#### 計畫中
- 亨特級巡防艦，原型为英国的26型巡防舰，預計採購建造6艘
- 新型FFM，预计采购建造11艘[6]

### 潛艦

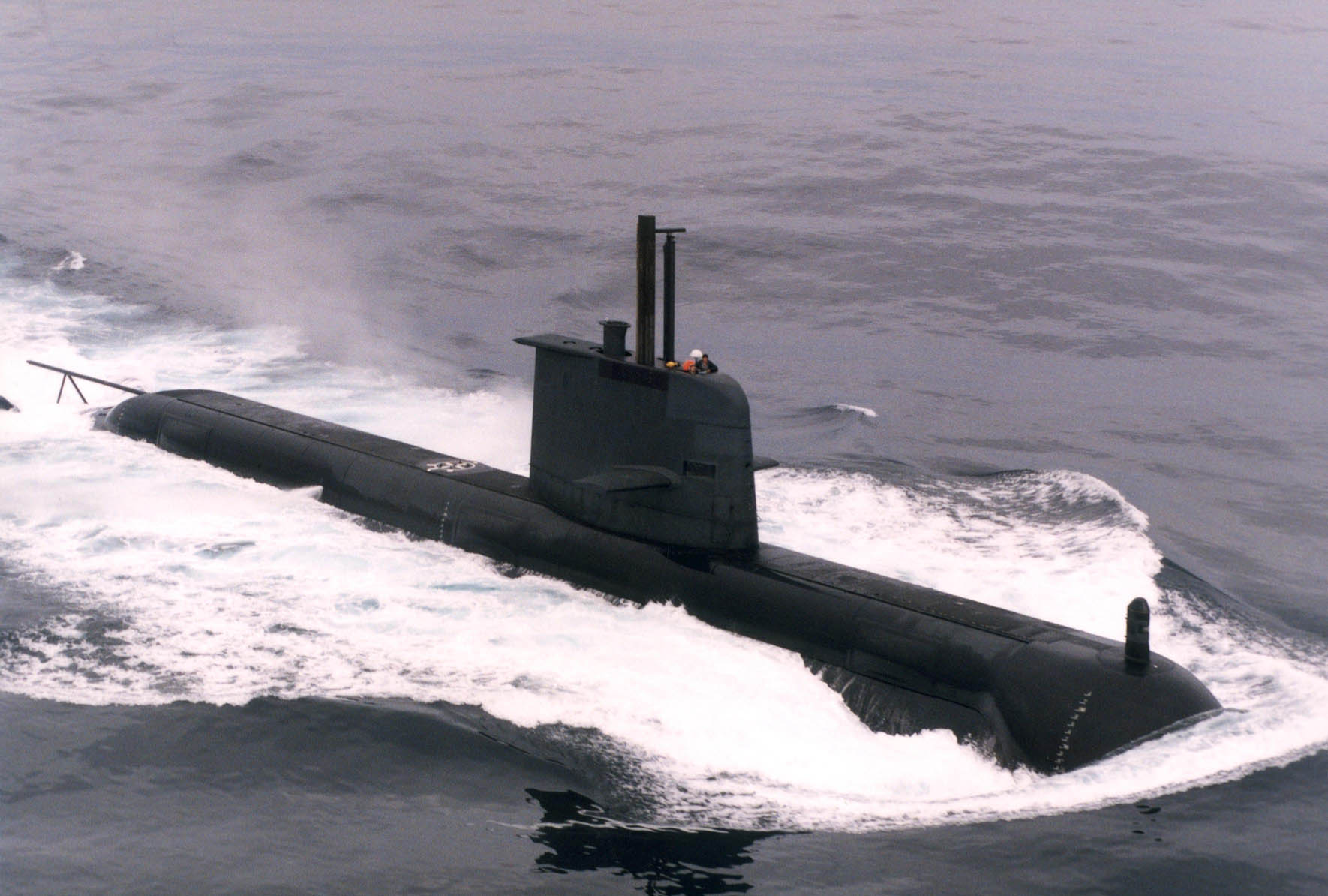
柯林斯級潛艇

- 柯林斯級潛艇，原型为瑞典的西约特兰级，共6艘服役
- “幽靈鯊”自主水下载具[7]，共1艘[7]

#### 計畫中
- 奥库斯级核潜艇（SSN-AUKUS）[8]

### 巡邏艇

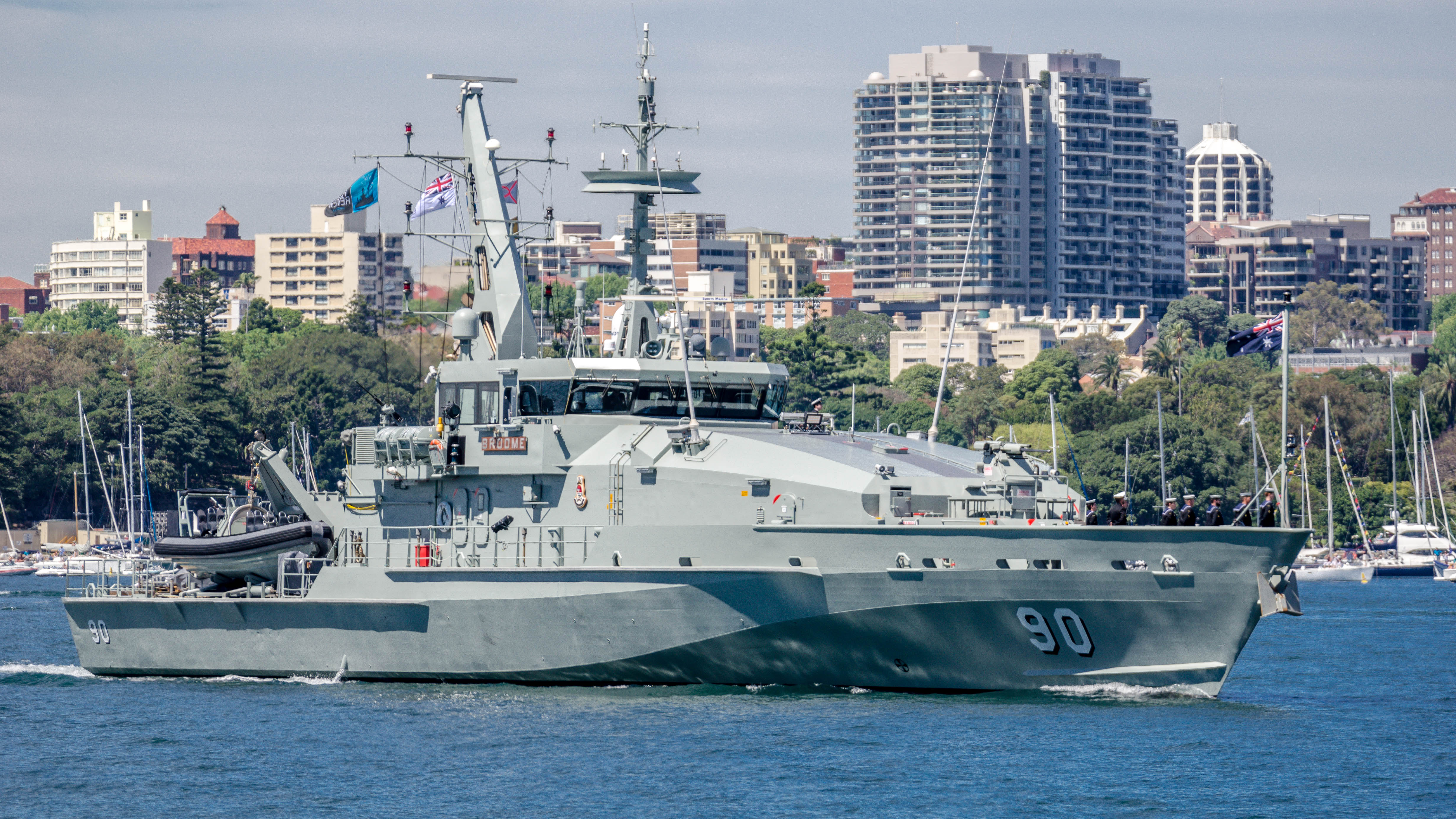
阿米代爾級巡邏艇

- 阿米代爾級巡邏艇（英语：Armidale-class patrol boat），共4艘现役、11艘退役
- 海角级巡逻艇（英语：Cape-class patrol boat），共12艘

### 掃雷艇

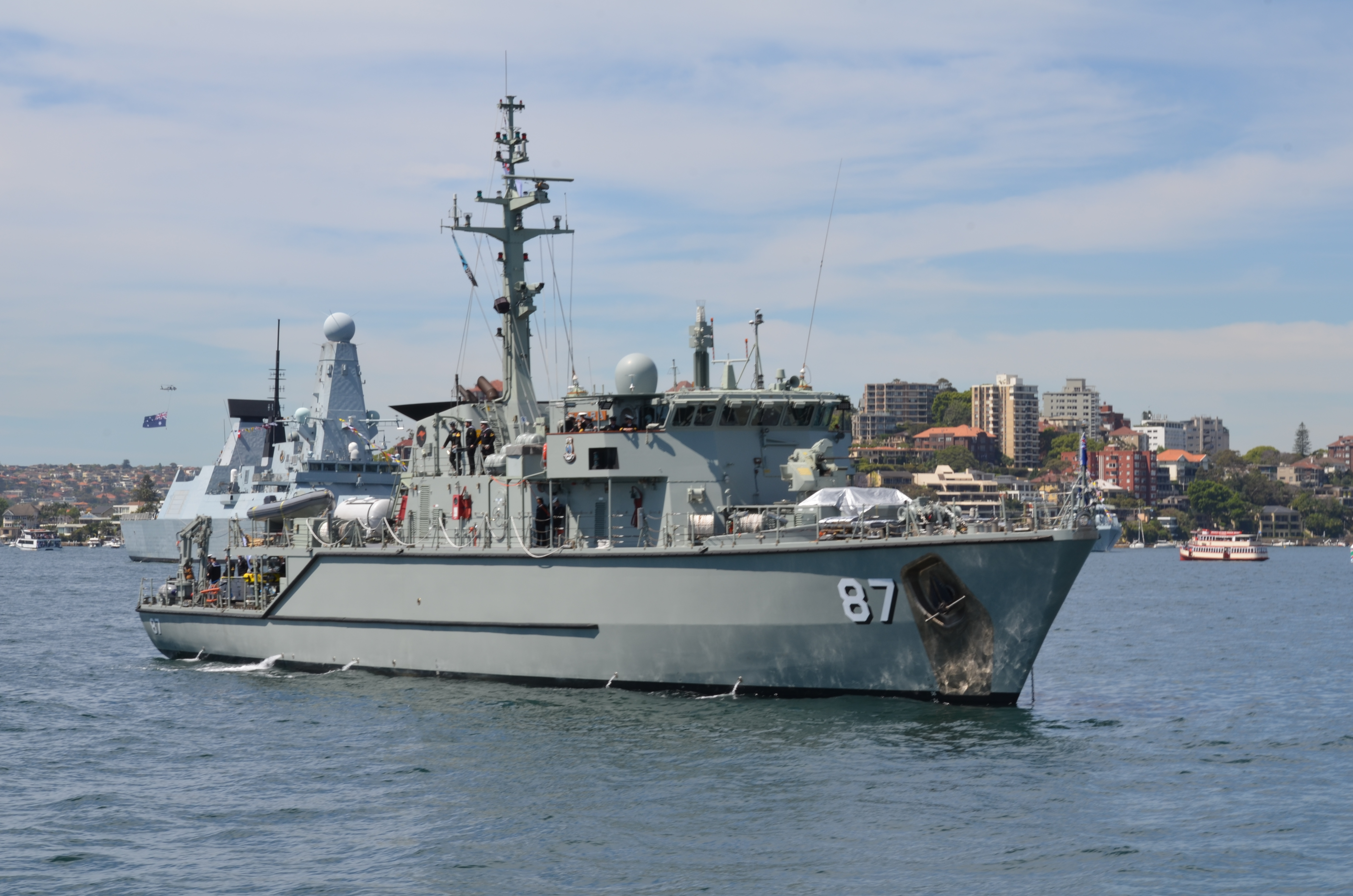
翁恩級掃雷艇

- 翁恩級掃雷艇（英语：Huon class minehunter），4艘

### 調查船

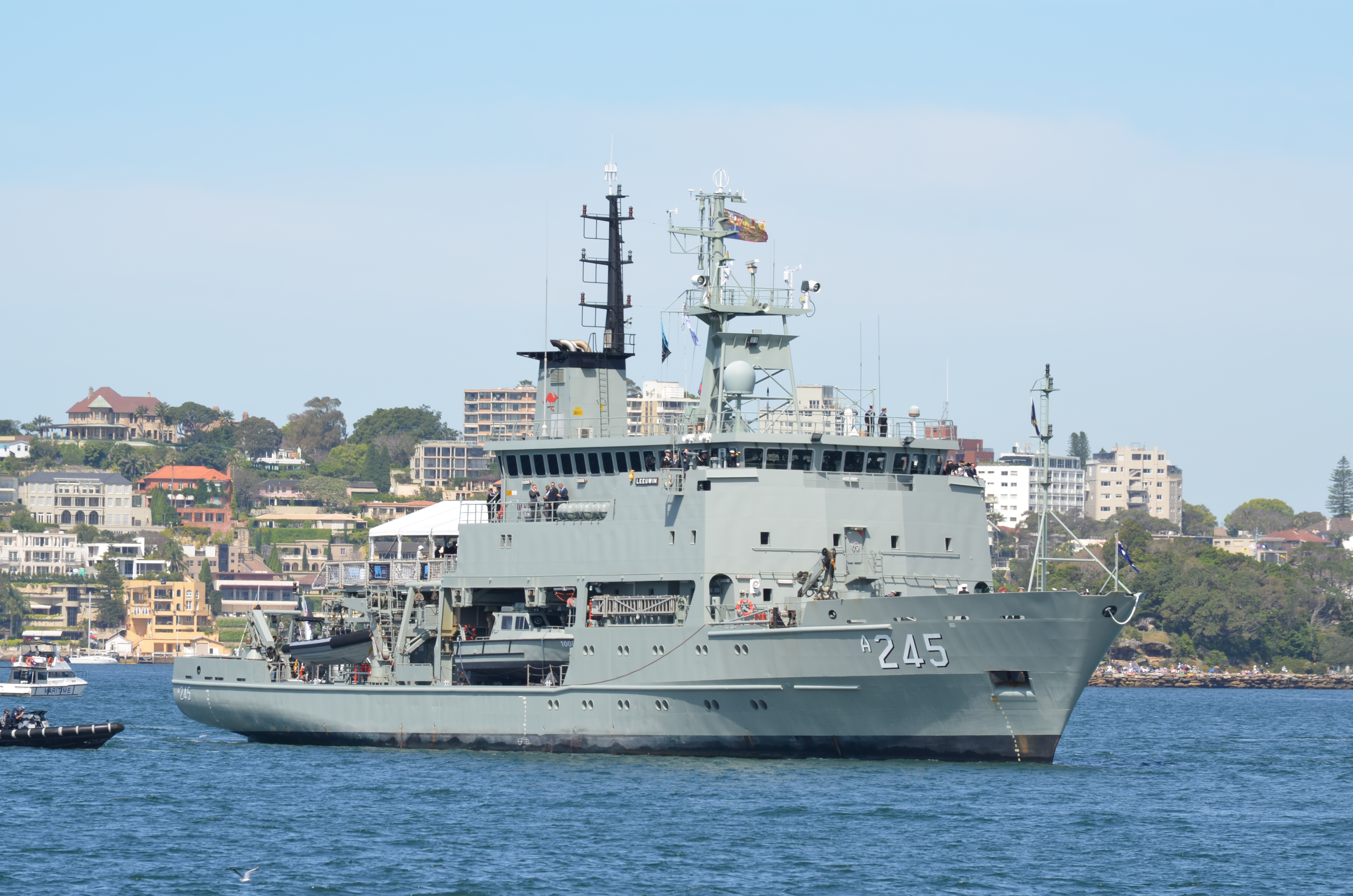
Leeuwin級海洋調查船

- Leeuwin級海洋調查船（英语：Leeuwin class survey vessel），2艘

### 補給艦

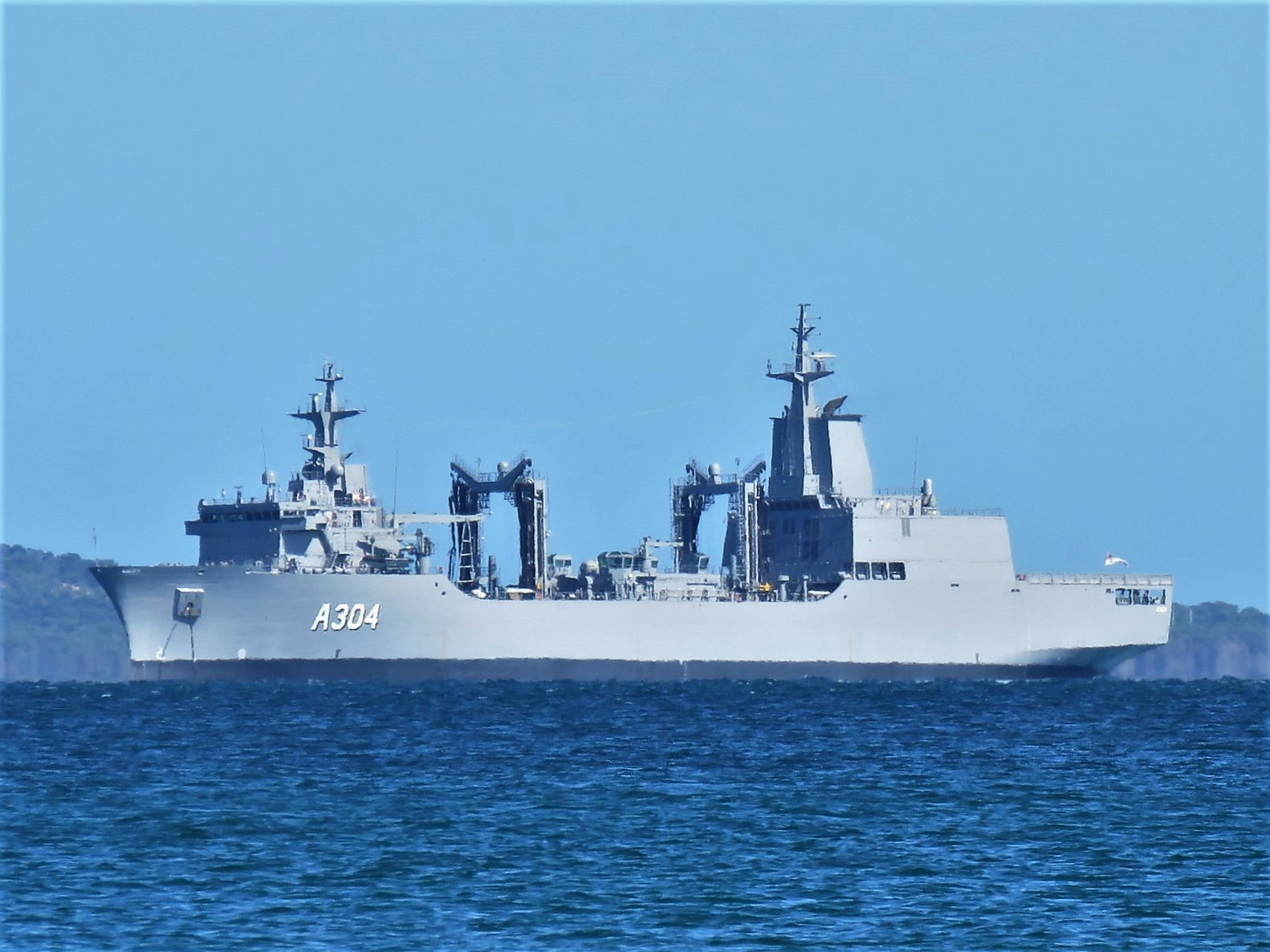
供应级補給艦

- 供应级補給艦（英语：Supply-class replenishment oiler），2艘

## 軍機

### 多用途直升機
- MH-60R（由SH-60海鷹直升機改良而來[9]），2013至2016年間已採購24架（其中1架墜毀），並於2022年增購13架，預計2025至2026年間交付[10]。

## 图集

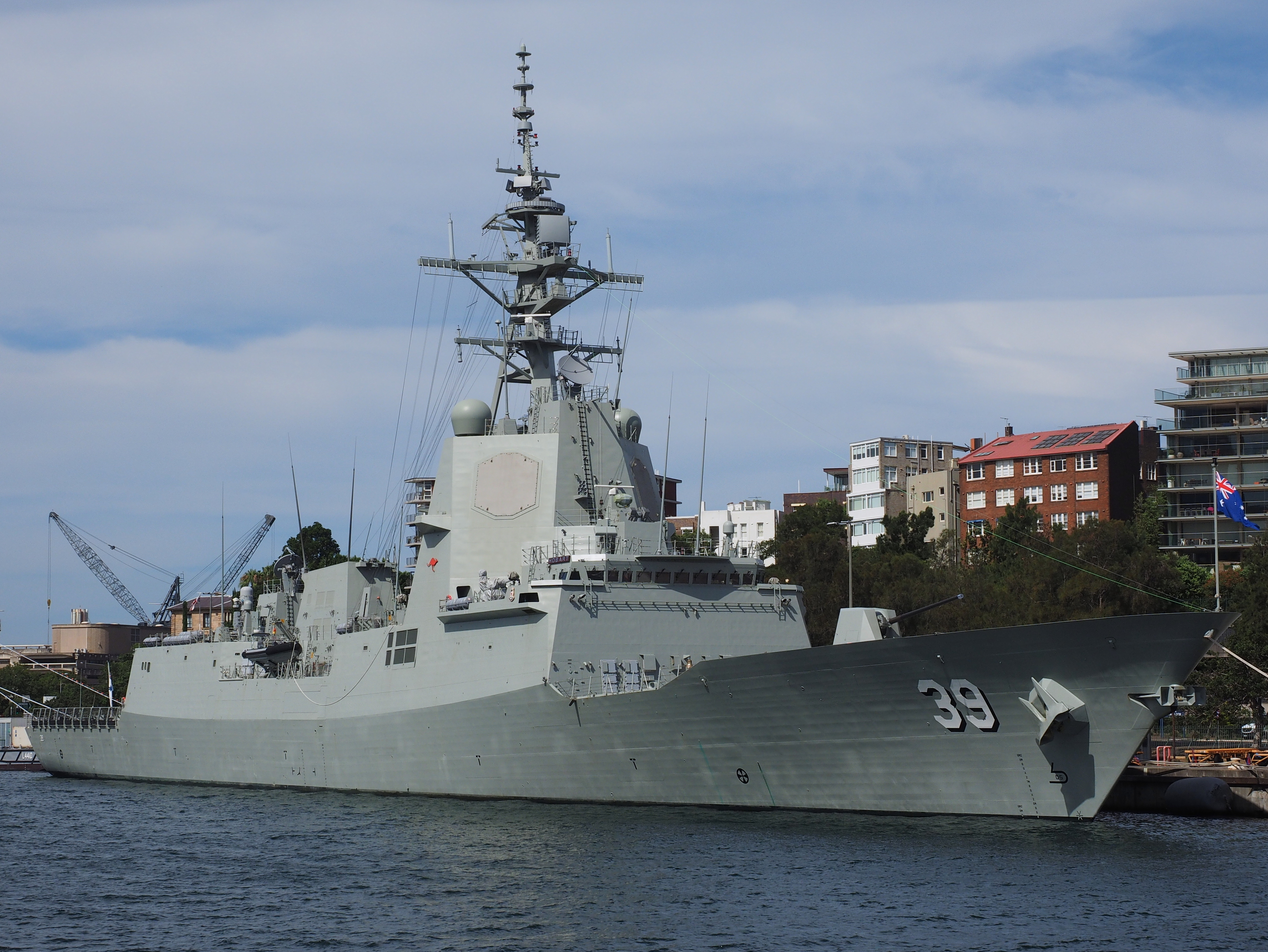
霍巴特級驅逐艦首艦霍巴特號(DDGH-39)
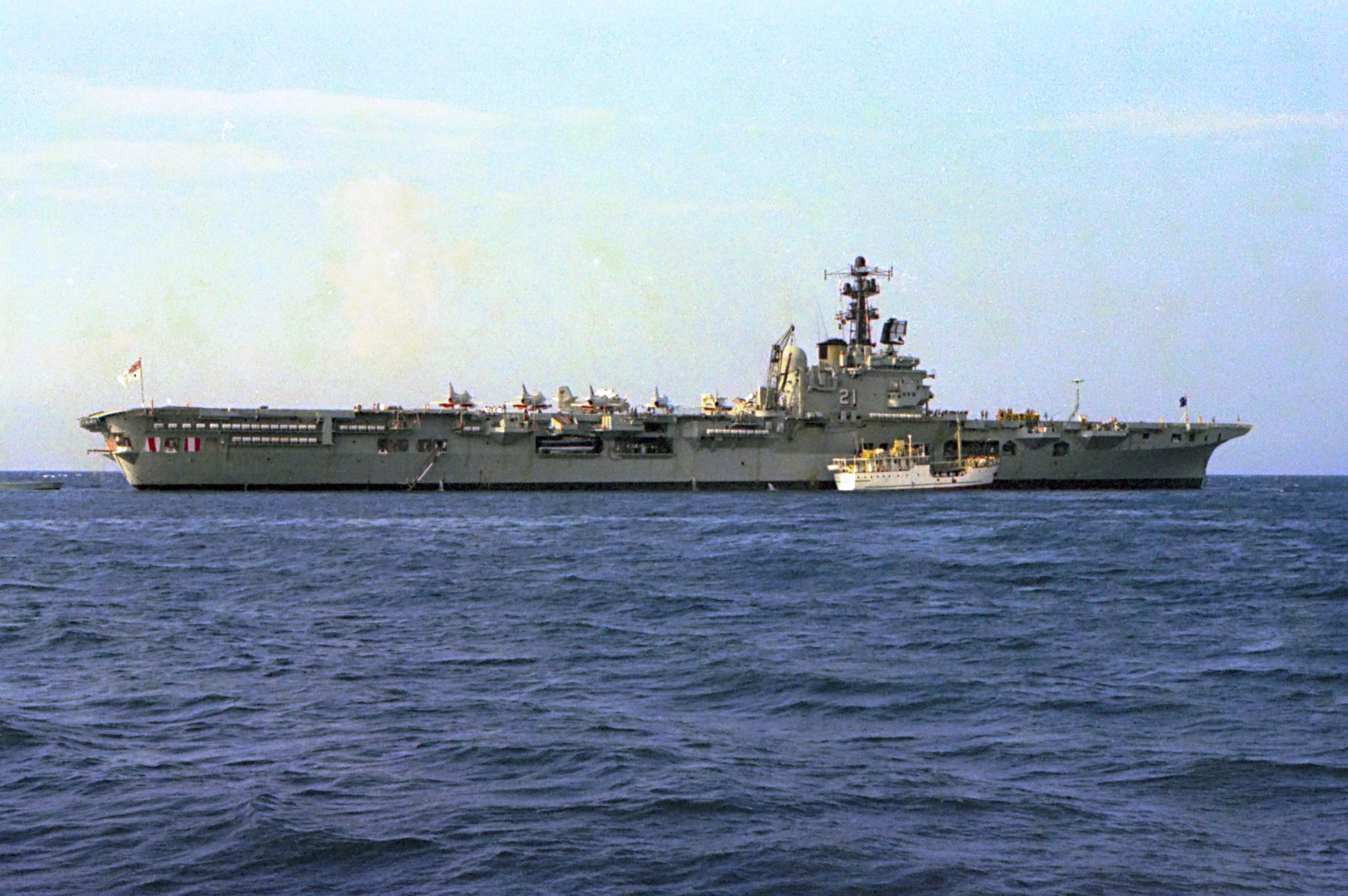
澳洲皇家海軍的墨爾本號航空母艦
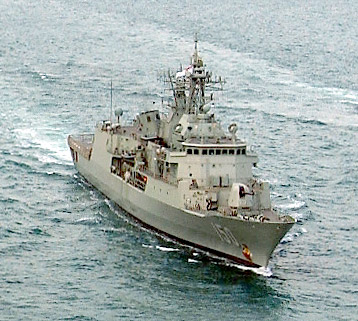
安扎克級巡防艦 — 反潛和防空護衛艦
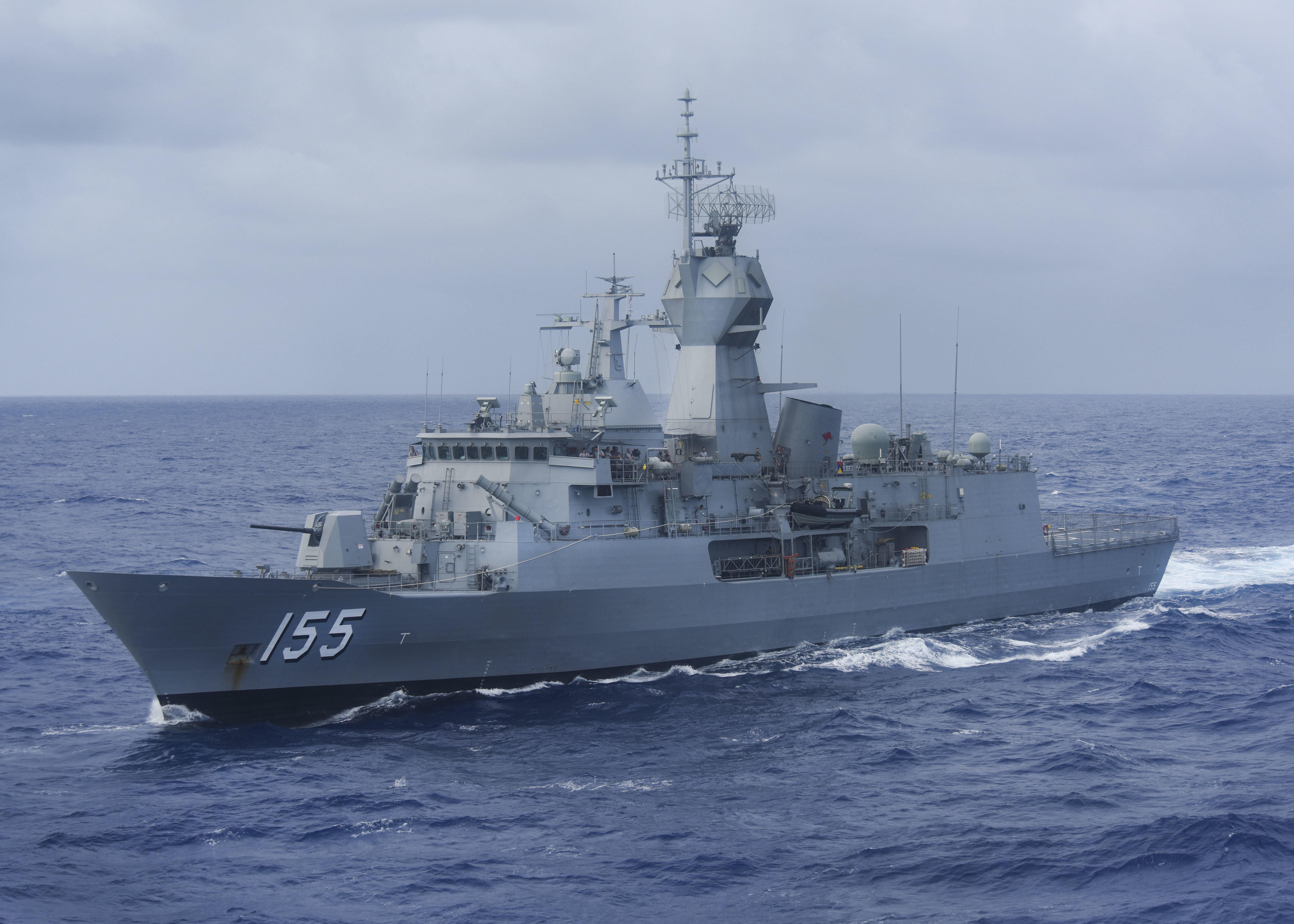
安扎克級巡防艦 — 反潛和防空護衛艦，攝於2016(經過(SEA 1448紐澳軍團級反飛彈防禦 Anzac Anti-Ship Missile Defence，ASMD）升級)
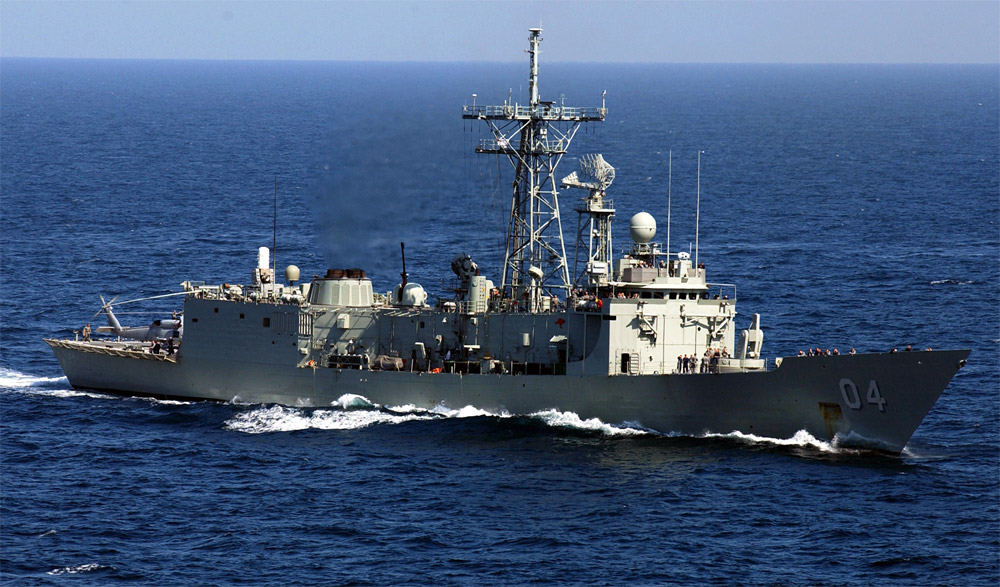
阿德萊德級巡防艦 — 反潛和防空護衛艦
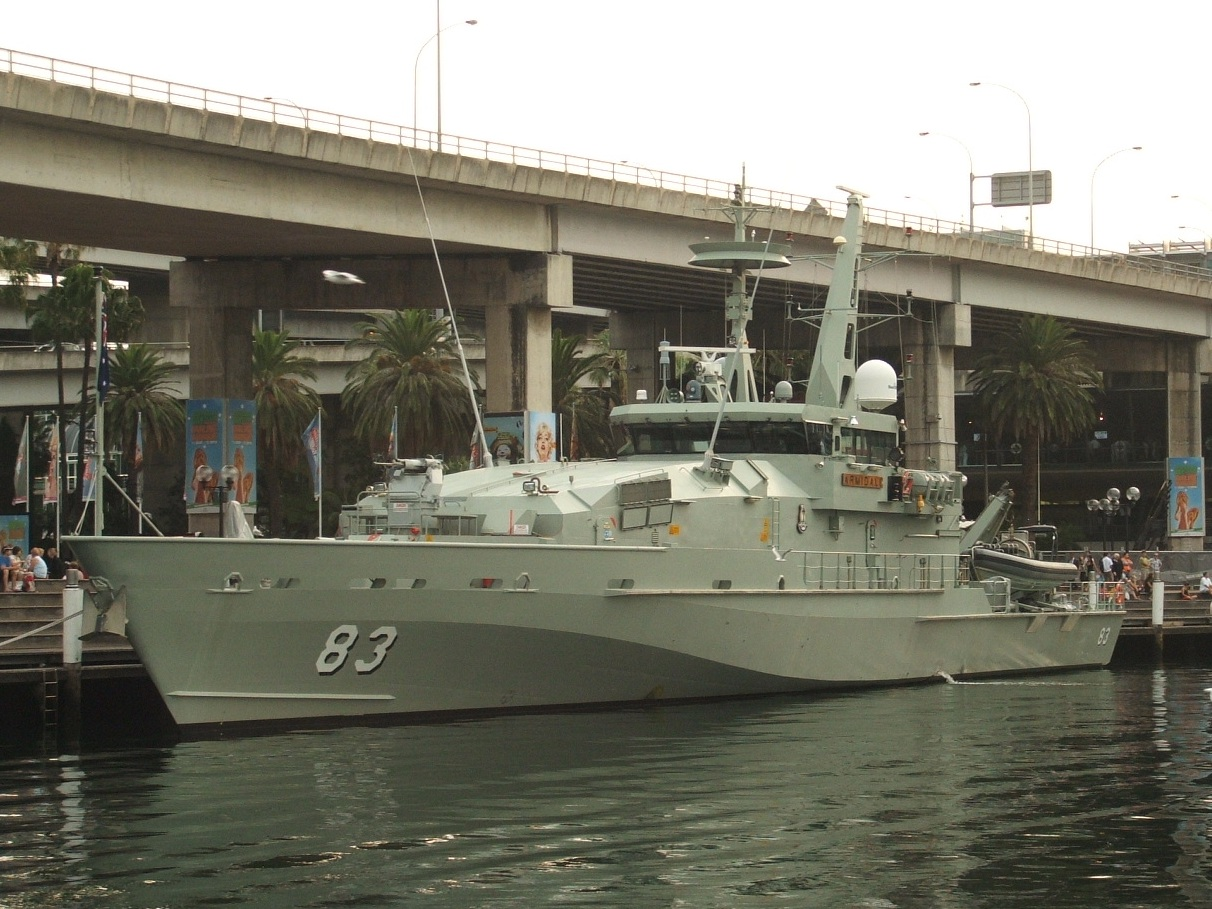
阿米代爾級巡邏艇（英语：Armidale class patrol boat） — 海防漁業保護
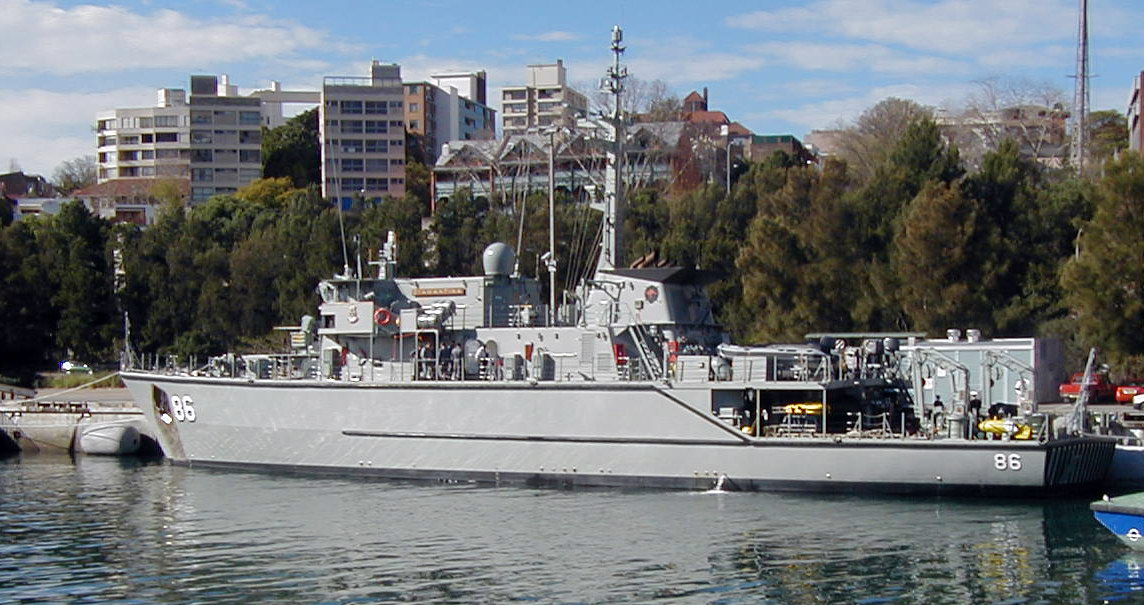
翁恩級掃雷艇（英语：Huon class minehunter） — 海上掃雷作業
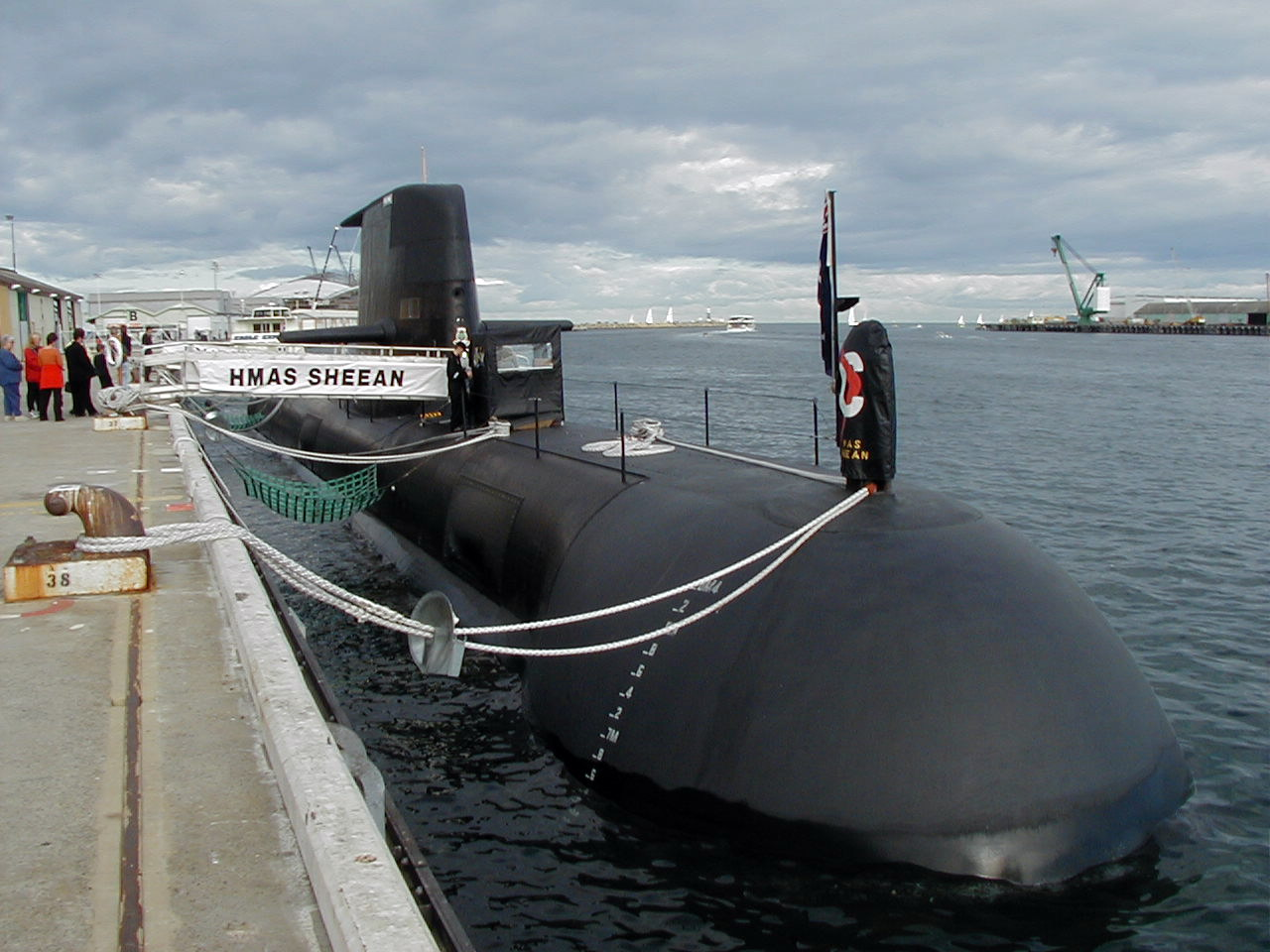
柯林斯級潛艇 — 柴電巡邏潛艇深海巡邏
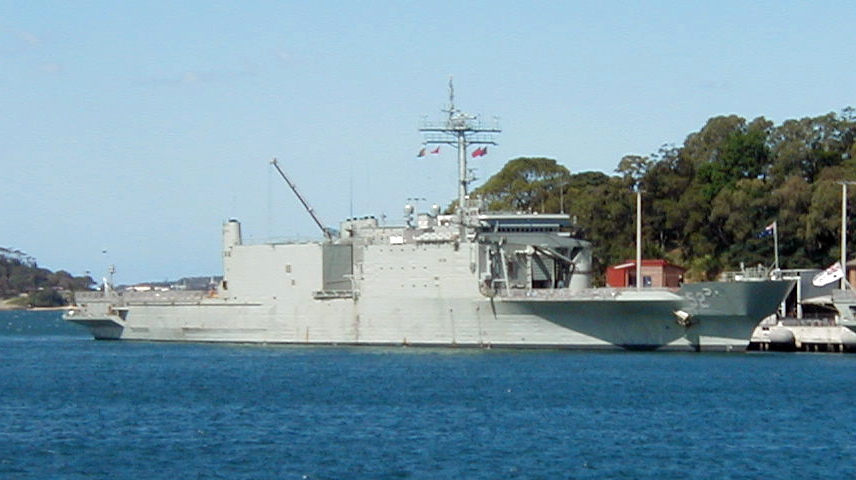
軍艦級兩棲運輸艦（英语：Kanimbla class landing platform amphibious） — 部隊與直升機運輸
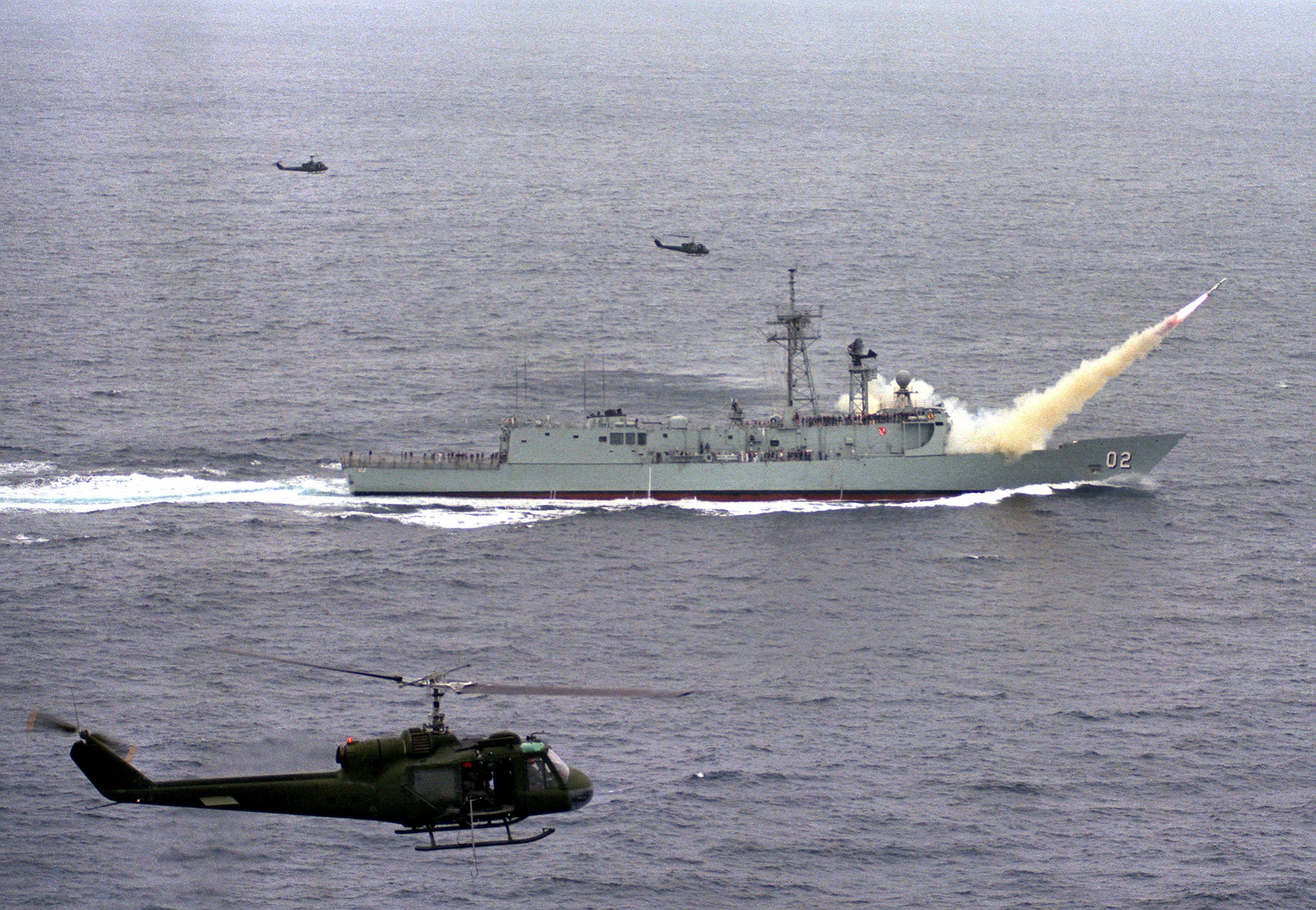
堪培拉號巡防艦發射魚叉反艦導彈
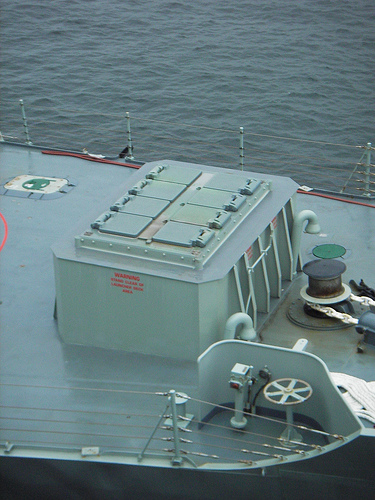
雪梨號巡防艦上MK-41垂直發射器